# 1998 en arts plastiques
| Années des arts plastiques : 1995 - 1996 - 1997 - 1998 - 1999 - 2000 - 2001    |
| Décennies des arts plastiques : 1960 - 1970 - 1980 - 1990 - 2000 - 2010 - 2020 |

Cette page concerne l'année 1998 en arts plastiques.

## Décès
- 2 janvier : Monique Apple, peintre et écrivain française (° 28 août 1937),
- 22 janvier : Georges Borgeaud, peintre suisse (° 18 septembre 1913),
- 23 janvier : Colette Beleys, peintre française (° 20 décembre 1911),
- 26 janvier :
  - Marcel Peltier, peintre et lithographe français (° 4 juillet 1924),
  - Mario Schifano, peintre et collagiste de tradition postmoderne italien (° 20 septembre 1934),
- 11 février : Silvano Bozzolini, peintre italien d'art abstrait (° 3 décembre 1911),
- 18 février : Anita de Caro, peintre et graveuse française d'origine américaine (° 19 octobre 1909),
- 25 février :
  - Umberto Mastroianni, sculpteur italien (° 21 septembre 1910),
  - Luigi Veronesi, photographe, peintre, scénographe et réalisateur italien (° 28 mai 1908),
- 27 février : Roland Dubuc, peintre et sculpteur français (° 28 janvier 1924),
- 12 avril : Gérard Locardi, peintre français (° 15 janvier 1913),
- 27 avril : Liu Chi-hsiang, peintre taïwanais (° 3 février 1910),
- 3 mai : René Acht, peintre et graphiste suisse (° 24 mars 1920),
- 5 mai :
  - Guy Bigot, peintre français (° 20 avril 1918),
  - Frithjof Schuon, métaphysicien, ésotériste, peintre et poète suisse (° 18 juin 1907),
- 10 mai : Georges Lambert, peintre, graveur et illustrateur français  (° 8 juin 1919),
- 4 juin : Jean Cuillerat, peintre français (° 8 décembre 1927),
- 10 juin : César, sculpteur français (° 1er janvier 1921),
- 20 juin : Kali, peintre polonaise (° 18 décembre 1918),
- 27 juin : Joyce Wieland, peintre et réalisatrice canadienne (° 30 juin 1931),
- 22 juillet : Antonio Saura, peintre et écrivain espagnol (° 22 septembre 1930),
- 9 août : Francisco Zúñiga, sculpteur, peintre et graveur costaricien et mexicain (° 27 décembre 1912),
- 13 août : Philip von Schantz, peintre suédois (° 21 février 1928),
- 18 août :  Michel Couchat, peintre français (° 4 novembre 1935),
- 30 août :Toss Woollaston, peintre néo-zélandais (° 11 avril 1910),
- 5 septembre : Minoru Niizuma, artiste sculpteur abstrait japonais (° 29 septembre 1930),
- 7 septembre : Mario Bardi, peintre réaliste italien (° janvier 1922),
- 10 septembre : André Fougeron, peintre français (° 1er octobre 1913),
- 30 septembre :
  - Béatrice Appia, peintre française d'origine suisse (° 3 décembre 1899),
  - Bruno Munari, plasticien, peintre, sculpteur, dessinateur et designer italien (° 24 octobre 1907),
- 5 octobre : Krzysztof Jung, peintre, graphiste, performer, pédagogue et concepteur du théâtre plastique polonais (° 11 juillet 1951),
- 8 octobre : Zhang Chongren, artiste et sculpteur chinois (° 27 septembre 1907),
- 30 octobre : Marian Konarski, peintre figuratif polonais (° 8 décembre 1909),
- 7 novembre : Agenore Fabbri, sculpteur et peintre italien (° 20 mai 1911),
- 16 novembre : Ferdinand Kulmer, peintre croate (° 29 janvier 1925),
- 29 novembre : Gino De Dominicis, peintre, sculpteur, philosophe et architecte italien (° 1er avril 1947),
- 4 décembre : Henry d'Anty, peintre français (° 8 septembre 1910),
- 12 décembre : Jean-Louis Trévisse, peintre et sculpteur français  (° 27 juillet 1949),
- 18 décembre : Bernard Loriot, peintre français (° 29 avril 1925),
- 27 décembre : Francis Harburger, peintre français (° 17 février 1905),
- 28 décembre : André Bizette-Lindet, sculpteur et peintre français (° 28 février 1906).
- ? :
  - Ono Masuho, peintre japonais (° 1936).
  - Shen Roujian, peintre et graveur chinois (° 1919).
  - Yin-t'ang Ts'ai, peintre chinois (° 1909).